# Thiyagarajah Maheswaran
Thiyagarajah Maheswaran (tamil. தியாகராஜா மகேஸ்வரன், ur. 18 czerwca 1960 w Dżafnie, zm. 1 stycznia 2008) – lankijski polityk. Był członkiem Wielkiej Partii Narodowej. Sprzeciwiał się rządowej polityce w stosunku do Tamilskich Tygrysów. Został zamordowany w hinduskiej świątyni.